# ワイワイカード
ワイワイカードは、かつて九州旅客鉄道（JR九州）と福岡市交通局（福岡市営地下鉄）が発行していた、両社局で共通使用が可能な磁気式乗車カード（ストアードフェアシステムのプリペイドカード）である。
JR九州・福岡市地下鉄ともに2001年（平成13年）4月1日からサービスが開始された。2011年（平成23年）3月31日をもって発売終了、同年10月31日をもって利用終了となった（後述）。

## 使用方法
首都圏でかつて使われていたイオカードやパスネットなどと同様に、自動改札機に直接投入。入場時に初乗り運賃が差し引かれ、出場時に乗車区間の運賃と初乗り運賃との差額が差し引かれる。ただし、カードの性質上、精算されるのは大人の券所持者本人の普通運賃のみであり、以下の場合は券売機やみどりの窓口で乗車券を購入する必要がある。
- 小児・特別割引対象者が乗車する場合
- 2人以上で乗車する場合
- 特急券など特別運賃券を必要とする列車に乗車する場合
  - 対応エリア内相互間のみの利用では、特急券等のみを別途購入し、普通運賃をワイワイカードで精算することもできる。

自動券売機や自動精算機などでも使用できるが、対応する機器が設置されていない駅があるので一部の駅での使用に限られる。そのため、残額が少ない場合や改札機・券売機・精算機が本カード非対応の駅で乗降する場合及び特急列車を利用する場合は注意が必要である。JR九州線のワイワイカード対応自動改札機では乗車券・定期券・回数券・他のワイワイカードと最大3枚まで組み合わせて利用可能である。ただしワイワイカード自体は残額不足のカードと合わせて2枚までとなる。SUGOCA、オレンジカードとの併用は不可。

## 対応エリア
2010年3月13日時点では以下の通り。これ以外の駅では自動改札機設置駅でも使用できない。

### JR九州
鹿児島本線
門司港駅 - 羽犬塚駅・瀬高駅・大牟田駅
日豊本線
西小倉駅 - 新田原駅
筑肥線
姪浜駅 - 筑前深江駅
香椎線
奈多駅 - 長者原駅・須恵中央駅・宇美駅
筑豊本線・篠栗線
- 若松線：折尾駅 - 本城駅・二島駅・若松駅
- 福北ゆたか線：折尾駅 - 直方駅・新飯塚駅・飯塚駅・桂川駅・筑前大分駅・篠栗駅 - 吉塚駅

### 福岡市地下鉄
空港線・箱崎線・七隈線の全駅

## 券種
- 3,000円券・5,000円券・10,000円券の3種類だが、いずれもプレミアムはなく、利用可能額は販売金額と同額であった。
- この他に記念カードとして1,000円券が発売されていた（門司港駅のみどりの窓口では「門司港レトロ夜景」「夜の門司港駅」「旧門司税関」の3種類が販売されていた）。
- 2007年には、スタンプラリー用に500円券が発売された。

## 運賃特例
- 福岡市地下鉄を利用する場合、500円・1,000円券以外では運賃が20円割引となる（1回の乗車につき改札入場時に引かれる運賃が初乗り運賃より20円安くなる）。
- 以下、JR九州・福岡市地下鉄における改札外乗り換え時の運賃精算の特例が適用される。ただし、いずれも改札外乗り換えの際、出場時と次の入場時に同じカードを使う必要がある。
  - JR九州折尾駅で乗り換えのために一旦改札を出る必要がある場合、最終的な引き去り運賃は通し運賃となる。なお、対象となる改札口は東口と鷹見口相互間のみ。
  - 福岡市地下鉄空港線天神駅と七隈線天神南駅との間で乗継する場合、一方の駅の改札を出て他方の駅の改札に入るまでの時間が2時間以内である場合に限り、同一駅で乗り降りしたものと見做し、通し運賃を適用する。
  - 利用区間の途中に福岡市地下鉄を挟む場合、博多駅で一旦改札を出る必要があるが、最終的な引き去り運賃は前後のJR線の営業キロを通算した距離に基づく運賃と福岡市地下鉄の運賃の合計額となる。

## 発売終了
JR九州では2009年3月1日にICカード乗車券「SUGOCA」を、福岡市地下鉄では2009年3月7日にICカード乗車券「はやかけん」を導入し、さらに2010年3月13日から、これらと西日本鉄道などで導入されている「nimoca」、東日本旅客鉄道（JR東日本）などで導入されている「Suica」との相互利用を開始した。
これによりワイワイカード利用対象駅全駅でICカードの利用が可能となり、JR九州と福岡市地下鉄でのICカードの共通利用も可能となったことからワイワイカードのサービスは終了することとなった。2011年3月31日限りでワイワイカードの発売を終了し、同年10月31日限りで自動改札機・自動券売機・自動精算機での利用を全面的に終了した。残額のあるカードについては翌11月1日から2022年3月31日まで手数料なしで残額を全額払い戻す。払い戻し後のカードはいかなる理由があっても一切返却しない。
2009年からSUGOCA・オレンジカード対応、ワイワイカード非対応の自動券売機も設置されている。